# الهادي خذيري
الهادي خذيري من مواليد 16 ديسمبر 1934 بتبسة شرق الجزائر هو رجل سياسة جزائري وعضو بجبهة التحرير الوطني الجزائرية، المدير العام للأمن الوطني الجزائري للفترة الممتدة بين أفريل 1977 يونيو 1987 خلفاً للسيد دراية أحمد.
شغل بعد الاستقلال منصب مدير دائرة بوزارة الإتصال، قبل أن يصبح سنة 1964 رئيس ديوان وزير الخارجية عبد العزيز بوتفليقة.
عام 1971 تم تعيينه نائب مدير الأمن الوطني قبل أن يصبح مديراً للأمن الوطني سنة 1977 فانتهج سياسة تقارب جديدة بين الأمن الوطني والمواطن من خلال إنشاء مصلحة الرياضات الجوارية ومصلحة العلاقات العامة، كما عمل على تكوين آلاف الإطارات الأجنبية، استمر في هذا المنصب إلى غاية 1987 حيث عين وزيراً للداخلية ثم وزيراً للنقل ثم سفيراً بالجمهورية التونسية
توفي في 28 نوفمبر 2011 بالجزائر العاصمة.